# Citaatpuzzel

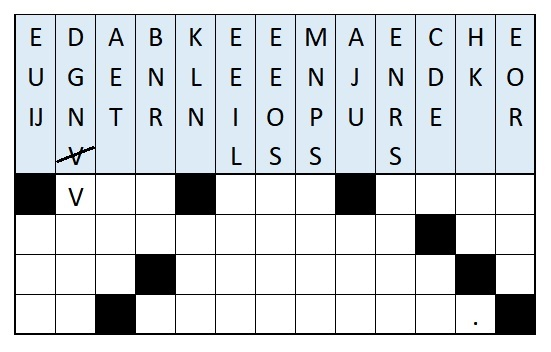
Citaatpuzzel met een citaat van Foppe de Haan

Een citaatpuzzel (Engels: quotefall of dropquote) is een puzzelsoort met een verborgen citaat. Bij juist invullen vormen de woorden van links naar rechts gelezen een citaat. De citaatpuzzel verscheen voor het eerst in een Frans puzzelboek uit 1975 getiteld '100 Jeux et Casse-tête'. Schrijver Pierre Berloquin is een bekende puzzelauteur en schrijver van meerdere puzzelhandleidingen.
Vaak is het puzzelonderwerp een citaat afkomstig van een bekende persoon. Soms worden er spreekwoorden of gezegden gebruikt. Ook kunnen citaatpuzzels betrekking hebben op een boek of film. Bij eenvoudige puzzels zijn vooraf enkele letters of leestekens ingevuld. Een moeilijker soort is de citaatpuzzel zonder zwarte vakjes in het oplossingsveld.
De bovenste helft van de puzzel bestaat uit kolommen met letters. Deze letters dienen vanuit de letterkolom loodrecht naar beneden in het diagram te 'vallen'. De gegeven kolomletters staan in alfabetische volgorde. De woorden van het citaat worden van elkaar gescheiden door zwarte vakjes. Een woord dat aan het einde van een regel wordt verbroken, gaat verder op de volgende regel. Diagramvakjes waarin leestekens of cijfers staan worden niet met letters gevuld. Reeds 'gevallen' kolomletters kunnen worden doorgestreept. Als de citaatpuzzel is ingevuld, zijn er geen letters over.
Er bestaan ook combinaties van een citaatpuzzel met een kruiswoordpuzzel of met een cryptogram. Hierbij kunnen gevonden oplossingsletters van de kruiswoordpuzzel of het cryptogram worden overgebracht naar de citaatpuzzel. Bij geocaching puzzels zijn coördinaten verborgen in een citaatpuzzel. Ook wordt deze puzzel gebruikt bij escaperooms. De puzzel bevat dan vaak een aanwijzing voor de code om te ontsnappen.

## Oplossingsstrategie
Om een begin te vinden, kan gezocht worden naar:
- korte kolommen
- kolommen met dubbele letters
- korte woorden
- woorden die logisch in de zin passen
- aanvulling van woorddelen
- letters die logisch aansluiten bij andere kolomletters
- combinaties van bovenstaande methoden

Aanvulpuzzel
· anagrampuzzel
· citaatpuzzel
· cryptogram
· doorloper
· droedel
· filippine
· hartbrekerpuzzel
· kruiswoordpuzzel
· paardensprong
· paspuzzel
· pentagrampuzzel
· petpuzzel
· rebus
· scrabble
· slashpuzzel
· spiraalpuzzel
· taartpuzzel
· weefpuzzel
· woordritsen
· woordladder
· woordvlechten
· woordworm
· woordzoeker
· wordfeud
· wordle
· wurdian
· Zweedse puzzel